# Giuseppe Montesano
Giuseppe Montesano (Napoli, 1959) è uno scrittore italiano.

## Biografia
Laureato in lettere, vive a Sant'Arpino e insegna filosofia presso il Liceo Renato Cartesio di Villaricca. Romanziere, ma anche critico letterario e traduttore. Con Giovanni Raboni ha curato l'edizione delle Opere di Charles Baudelaire per I Meridiani. Al poeta francese ha dedicato anche un "romanzo critico" Il ribelle in guanti rosa.  Acuto osservatore della realtà, suoi articoli sono comparsi su Il Messaggero, Il Mattino, Diario, Lo Straniero.
È stato finalista al Premio Strega e ha vinto il Premio Napoli con Nel corpo di Napoli nel 1999; con Di questa vita menzognera ha meritato il Premio Viareggio per la narrativa e il Premio Selezione Campiello, nel 2003. Nel 2017, con il saggio Lettori selvaggi ha vinto il Premio Viareggio per la saggistica.

## Opere

### Romanzi
- A capofitto, Sottotraccia, Salerno 1996, Mondadori, 2001
- Nel corpo di Napoli, Milano, Mondadori, 1999
- Di questa vita menzognera, Milano, Feltrinelli, 2003
- Magic people, Milano, Feltrinelli, 2005
- Cuba libre!, Cento autori, Villaricca stampa 2007

### Saggistica
- Conoscere i romanzi di Hesse, Rusconi, Milano 1997
- Il ribelle in guanti rosa: Charles Baudelaire, Milano, Mondadori, 2007
- Lettori selvaggi. Dai misteriosi artisti della Preistoria a Saffo a Beethoven a Borges la vita vera è altrove, Firenze, Giunti, 2016
- Come diventare vivi: un vademecum per lettori selvaggi, Bompiani, Firenze-Milano 2017
- Baudelaire è vivo. I fiori del male, tradotti e raccontati, Firenze, Giunti, 2021
- Il crepuscolo di tutto, Roma, Edizioni dell'Asino, 2021

### Curatele
- Jean de La Fontaine, Favole scelte, Mondadori, Milano 1992
- Charles Baudelaire, Lo spleen di Parigi: piccoli poemi in prosa, A. Mondadori, Milano 1992
- Charles Baudelaire, Opere a cura di Giovanni Raboni e Giuseppe Montesano; introduzione di Giovanni Macchia, A. Mondadori, Milano 1996
- Théophile Gautier, España, A. Mondadori, Milano 2001
- Charles Baudelaire, Il mio cuore messo a nudo e altri progetti, (a cura di) con uno scritto di Giovanni Macchia, Mondadori, Milano 2004
- Ottiero Ottieri, Opere scelte, scelta dei testi e saggio introduttivo di Giuseppe Montesano; cronologia di Maria Pace Ottieri; notizie sui testi e bibliografia a cura di Cristina Nesi, Mondadori, Milano 2009

### Traduzioni
- Auguste Villiers de l'Isle-Adam, Racconti crudeli, Frassinelli, Milano 1995
- Charles Baudelaire, La Fanfarlo, introduzione di Bernard Howells, Mondadori, Milano 1996
- Charles Baudelaire, La capitale delle scimmie, Oscar Mondadori, Milano 2002
- Charles Baudelaire, I paradisi artificiali, a cura di Giuseppe Montesano ; traduzione di Giuseppe Montesano e Milo De Angelis; con uno scritto di Jean-Paul Sartre, Oscar Mondadori, Milano 2003
- Brigitte Jacques, Elvira, da 'Molière e la commedia classica' di Louis Jouvet, © Éditions Gallimard; traduzione Giuseppe Montesano ; regia di Toni Servillo, Edizioni Piccolo Teatro di Milano, 2016